# Реус (аэропорт)
Аэропорт Реус (кат. Aeroport de Reus, исп. Aeropuerto de Reus) (ИАТА: REU, ИКАО:  LERS) — аэропорт, расположенный в 7,5 км. от города Таррагона в муниципалитете Реус. Аэропорт осуществляет большое количество туристических перевозок. Аэропорт Реус часто используется как альтернатива аэропорту Барселона, так как находится в 88 км от Барселоны.

## История
Аэропорт был основан в 1935 году как предприятие аэроклуба де Реус. Аэропорт служил в качестве республиканской базы во время гражданской войны в Испании. В начале 90-х годов аэропорт стал гражданским, стал развиваться после 2000-х годов. С 2008 по 2011 года аэропорт являлся хабом для авиакомпании Ryanair. С 3 июня 2017 года авиакомпания «Победа» начинает регулярные полёты прямым рейсом в Москву (аэропорт Внуково), представляя на своём сайте аэропорт Реус как аэропорт г. Барселоны..

## Инфраструктура
В настоящее время аэропорт включает в себя новый чек в здание между прилётов и вылетов зданий, объединяющих три здания в единое целое. Новый терминал имеет 23 стоек регистрации и 12 выходов: выходы 7 до 12 посвящены шенгенским направлениям. В аэропорту имеются кафе и ресторан, услуги и магазины беспошлинной торговли.

## Статистика
| Год  | Количество пассажиров |
| ---- | --------------------- |
| 1995 | 500 000               |
| 2004 | 1 100 000             |
| 2009 | 1 700 000             |
| 2014 | 850 000               |

## Происшествия
- 20 июля 1970 года Boeing 737 приближаясь к аэропорту, столкнулся с частным самолётом Piper Cherokee. В результате погибло 3 человека в самолёте Piper Cherokee. Boeing имел незначительные повреждения.
- В 1996 году две бомбы взорвались в аэропорту, более 30 человек получили ранения. Ответственность за взрыв взяла террористическая организация ЭТА.[3]
- В 2004 году из-за повреждения носового шасси повредился самолёт Fairchild Swearingen Metroliner.[4]